# Chad VanGaalen
Chad VanGaalen (Calgary, 1977) is een Canadees muzikant en illustrator. Hij maakt door folk en elektronische muziek beïnvloede indierock en zingt met een kopstem, die door Allmusic-schrijver MacKenzie Wilson vergeleken werd met de zang van Thom Yorke en Christopher Cross.
Bij optredens wordt VanGaalen weleens begeleid door drummer Eric Hamelin en bassist Matthew Flegel.
VanGaalen neemt zijn muziek op in een kelder in zijn huis te Calgary. Daarbij maakt hij gebruik van een taperecorder en zelfgemaakte instrumenten. Hij nam van 1998 tot 2003 honderden liedjes op, waarmee hij in januari 2004 met zijn eigen label Flemish Eye een selectie uitgaf onder de titel Infiniheart. Sub Pop Records sloot vervolgens met VanGaalen een contract en gaf in 2005 zijn debuutalbum in de Verenigde Staten uit.
Het derde volledige album van VanGaalen was Soft Airplane. Deze plaat stond op de shortlist voor de Polaris Music Prize van 2009. VanGaalen is naast zijn muzikale loopbaan actief als illustrator. Hij ontwierp zelf de albumhoes van Soft Airplane en hij maakte een cartoon voor de videoclip van de eerste single van dit album, "Molten Light".
In 2009 bracht hij onder het pseudoniem Black Mold het album Snow Blindness is Crystal Antz uit. VanGaalen produceerde het album Public Strain, van de artrockband Women, dat in 2010 werd uitgegeven. Hij produceerde eerder ook al hun debuutalbum. 
In januari 2011 maakte hij muziek voor reclame van het kledingmerk Lifetime Collective.
De uitgave van VanGaalens vierde studioalbum, getiteld Diaper Island, is gedateerd op 17 mei 2011.
Het vijfde studioalbum getiteld "Shrink Dust" is op 29 april 2014 uitgekomen in Canada en de Verenigde Staten. 

## Discografie
| Datum            | Titel            | Platenlabel         | Opmerkingen                                         |
| ---------------- | ---------------- | ------------------- | --------------------------------------------------- |
| 20 januari 2004  | Infiniheart      | Flemish Eye         | opnieuw uitgegeven door Sub Pop op 23 augustus 2005 |
| 22 augustus 2006 | Skelliconnection | Flemish Eye/Sub Pop |                                                     |
| 9 september 2008 | Soft Airplane    | Flemish Eye/Sub Pop |                                                     |
| 2011             | Diaper Island    | Sub Pop             |                                                     |
| 2014             | Shrink dust      | Flemisch EyeSub Pop |                                                     |